# Joel Di Stefano
Joel Di Stefano (geb. 1991 in Australien) ist ein australischer Balletttänzer.

## Leben
Di Stefano wurde am Victorian College of the Arts und der Australian Ballet School zum Tänzer ausgebildet. Danach arbeitete er beim Australian Ballet und der Australien Ballet’s Dancers Company Tour als Gast.
Zur Spielzeit 2012/13 wurde er ans Theater Augsburg engagiert, wo er seither in allen Ballettproduktionen mitwirkte.
In der Spielzeit 2016/17 trat er dem Ensemble des Staatstheaters Darmstadt bei.

## Rollen (Auswahl)
- 2014: Romeo und Julia (als Graf Paris und Tybalt)
- 2015: Hamlet, als Claudius, von Stephen Mills
- Radio and Juliet, als Romeo, von Edward Clug
- Medea, als Jason